# Trichoniscus provisorius
Trichoniscus provisorius är en kräftdjursart som beskrevs av Emil Racoviţă 1908C. Trichoniscus provisorius ingår i släktet Trichoniscus och familjen Trichoniscidae. Inga underarter finns listade i Catalogue of Life.